# Bośnia i Hercegowina na Letnich Igrzyskach Olimpijskich 2000
Bośnię i Hercegowinę na Letnich Igrzyskach Olimpijskich 2000 reprezentowało 9 zawodników.

## Wyniki zawodników

### Judo

#### Mężczyźni
| Zawodnik     | Konkurencja   | 1/16 finału           | 1/8 finału       | Ćwierćfinały     | Półfinały        | Repasaże o brązowy medal | Repasaże o brązowy medal | Repasaże o brązowy medal | Repasaże o brązowy medal | Finał            | Pozycja          | Źródło |
| Zawodnik     | Konkurencja   | 1/16 finału           | 1/8 finału       | Ćwierćfinały     | Półfinały        | Runda 1.                 | Runda 2.                 | Runda 3.                 | O brąz                   | Finał            | Pozycja          | Źródło |
| Zawodnik     | Konkurencja   | Przeciwnik Wynik      | Przeciwnik Wynik | Przeciwnik Wynik | Przeciwnik Wynik | Przeciwnik Wynik         | Przeciwnik Wynik         | Przeciwnik Wynik         | Przeciwnik Wynik         | Przeciwnik Wynik | Pozycja          | Źródło |
| ------------ | ------------- | --------------------- | ---------------- | ---------------- | ---------------- | ------------------------ | ------------------------ | ------------------------ | ------------------------ | ---------------- | ---------------- | ------ |
| Arijana Jaha | Waga do 52 kg | L.B. Devi P 0001-1020 | NQ               | NQ               | NQ               | NQ                       | NQ                       | NQ                       | NQ                       | NQ               | Nieklasyfikowana | [ 1 ]  |

### Lekkoatletyka

#### Konkurencje biegowe

##### Kobiety
| Zawodnik   | Konkurencja | Eliminacje | Eliminacje | Ćwierćfinały | Ćwierćfinały | Półfinały | Półfinały | Finał | Finał   | Źródło |
| Zawodnik   | Konkurencja | Czas       | Pozycja    | Czas         | Pozycja      | Czas      | Pozycja   | Czas  | Pozycja | Źródło |
| ---------- | ----------- | ---------- | ---------- | ------------ | ------------ | --------- | --------- | ----- | ------- | ------ |
| Kada Delić | 400 m       | 55.61      | 7.         | NQ           | NQ           | NQ        | NQ        | NQ    | NQ      | [ 2 ]  |

##### Mężczyźni
| Zawodnik        | Konkurencja | Czas    | Pozycja | Źródło |
| --------------- | ----------- | ------- | ------- | ------ |
| Željko Petrović | Maraton     | 2:38:29 | 76.     | [ 3 ]  |
| Đuro Kodžo      | Maraton     | 2:39:14 | 78.     | [ 3 ]  |

#### Konkurencje techniczne

##### Mężczyźni
| Zawodnik      | Konkurencja | Eliminacje | Eliminacje | Finał | Finał   | Źródło |
| Zawodnik      | Konkurencja | Wynik      | Pozycja    | Wynik | Pozycja | Źródło |
| ------------- | ----------- | ---------- | ---------- | ----- | ------- | ------ |
| Elvir Krehmić | Skok wzwyż  | 2,24 m     | 14.        | NQ    | NQ      | [ 4 ]  |

### Pływanie

#### Mężczyźni
| Zawodnik       | Konkurencja             | Eliminacje | Eliminacje | Półfinały | Półfinały | Finał | Finał   | Pozycja | Źródło |
| Zawodnik       | Konkurencja             | Czas       | Pozycja    | Czas      | Pozycja   | Czas  | Pozycja | Pozycja | Źródło |
| -------------- | ----------------------- | ---------- | ---------- | --------- | --------- | ----- | ------- | ------- | ------ |
| Željko Panić   | 100 m stylem dowolnym   | 52.40      | 7.         | NQ        | NQ        | NQ    | NQ      | 49.     | [ 5 ]  |
| Janko Gojković | 100 m stylem motylkowym | 55.55      | 1.         | NQ        | NQ        | NQ    | NQ      | 39.     | [ 6 ]  |

### Strzelectwo

#### Mężczyźni
| Zawodnik        | Konkurencja                          | Eliminacje | Eliminacje | Finał     | Suma      | Pozycja | Źródło |
| Zawodnik        | Konkurencja                          | Wynik      | Pozycja    | Wynik     | Suma      | Pozycja | Źródło |
| --------------- | ------------------------------------ | ---------- | ---------- | --------- | --------- | ------- | ------ |
| Nedžad Fazlija  | Karabin pneumatyczny 10 m            | 591 pkt    | 8. (Q)     | 101,7 pkt | 692,7 pkt | 6.      | [ 7 ]  |
| Nedžad Fazlija  | Karabin małokalibrowy 3 postawy 50 m | 1132 pkt   | 41.        | NQ        | 1132 pkt  | 41.     | [ 8 ]  |
| Nedžad Fazlija  | Karabin małokalibrowy leżąc 50 m     | 590 pkt    | 34.        | NQ        | 590 pkt   | 34.     | [ 9 ]  |
| Zoran Novaković | Trap                                 | 109 pkt    | 23.        | NQ        | 109 pkt   | 23.     | [ 10 ] |